# Haßleben
Haßleben è un comune di 975 abitanti della Turingia, in Germania.

Appartiene al circondario di Sömmerda e alla comunità amministrativa di Straußfurt.